# Wapen van Moerdijk

Het wapen van de gemeente Moerdijk

Het wapen van Moerdijk is het wapen van de Noord-Brabantse gemeente Moerdijk. De gemeente is op 1 januari 1997 gesticht en het wapen werd op  6 maart 1998 per Koninklijk Besluit aan de gemeente toegekend.

## Geschiedenis
De gemeente Moerdijk is op 1 januari 1997 ontstaan uit de gemeenten Zevenbergen, Fijnaart en Heijningen, Klundert, Standdaarbuiten en Willemstad. Aanvankelijk heette de gemeente Zevenbergen, naar de grootste voormalige gemeente. Op 1 april 1998 is de naam van de gemeente gewijzigd in Moerdijk. Te zien zijn de voornaamste symbolen uit de wapens van de voormalige gemeenten: de schuinkruisjes uit de wapens van Zevenbergen, Klundert en Willemstad, de maliën uit de wapens van Standdaarbuiten, Fijnaart en Heijningen en Willemstad. De zilveren maliën zijn afkomstig uit het wapen van het markiezaat Bergen op Zoom, waartoe het gebied ooit behoorde. De kleuren zwart en goud in de schildzoom komen in vier van de vijf wapens van de oude gemeenten voor.

## Blazoen
De beschrijving van het wapen van Moerdijk luidt als volgt:
Doorsneden; I in zilver drie schuinkruisjes  van keel; II in sinopel drie malien van zilver; een schildzoom, geblokt van sabel en goud. Het schild gedekt met een gouden kroon van vijf bladeren.
N.B.: de heraldische kleuren zijn: zilver (wit), keel (rood), sinopel (groen), sabel (zwart) en goud (geel).

## Verwante wapens
Het wapen van Moerdijk is samengesteld uit elementen van onderstaande wapens:

Het wapen van Zevenbergen
Het wapen van Klundert
Het wapen van Fijnaart en Heijningen
Het wapen van Standdaarbuiten
Het wapen van Willemstad